# Dětská hra
Dětská hra je volná hra u dětí. Zastává v životě dítěte důležitou roli a významně přispívá k optimalizaci jeho vývoje. Hra je z podstaty dobrovolná a příjemná aktivita, která vychází z vnitřní motivace dítěte a ve které se aktivně angažuje. Dítě díky ní poznává svět, prožívá různé pocity a jejím prostřednictvím jsou naplněny jeho potřeby a zájmy. Právo si hrát je dokonce zakotveno v Úmluvě o právech dítěte. Pomocí hry získává dítě mnoho nových kompetencí, díky kterým se zvyšuje jeho sebevědomí a resilience (psychická odolnost).

## Funkce hry

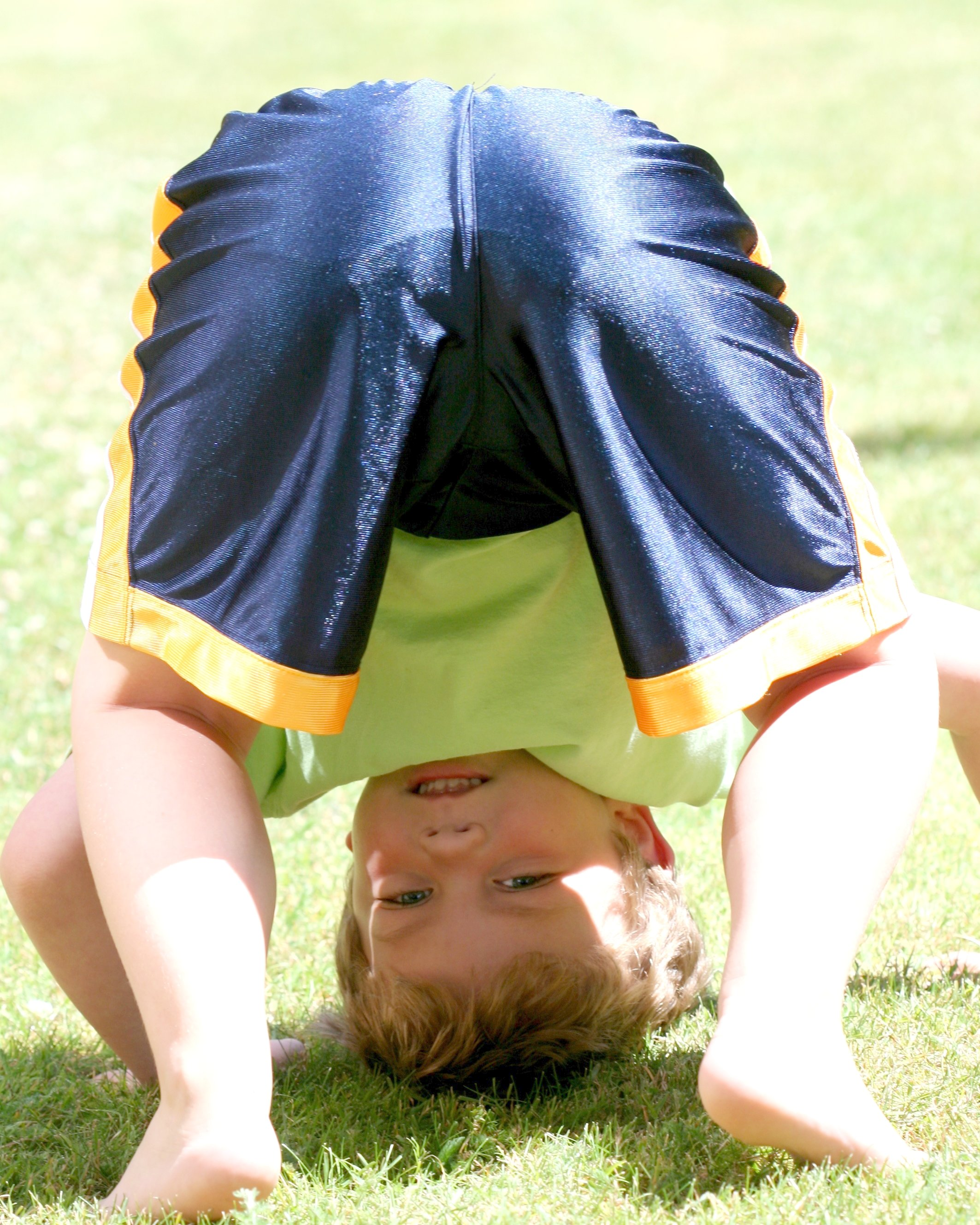

- Tělesná a pohybová funkce – manipulací s předměty a hračkami si dítě rozvíjí své pohybové a motorické schopnosti, zdokonaluje svou obratnost, rychlost apod., přičemž postupuje od jednoduchých až po složitější a náročnější úkony. Spolu s tím se rozvíjí také rozumové funkce, dítě si svou manipulaci s předměty uvědomuje, přemýšlí o ní, komentuje ji a vyjadřuje přitom své myšlenky. V období předškolního věku se setkáváme s tzv. egocentrickou řečí, neboli hlasitým projevem dítěte zaměřeným pouze na sebe sama (nikoli na jinou osobu). Díky ní dítě řídí a reguluje své chování (podobně jako by to dělali jeho rodiče), dává si různé pokyny, otázky, příkazy, komentuje svou činnost apod.
- Poznávací a explorační funkce - díky hře zažívá dítě mnoho nových zkušeností a poznatků, pomocí nichž si vytváří obraz světa a reality kolem sebe, dítě poznává, jak různé věci fungují, dostává se do různých rolí, vnímá a získává nové informace a souvislosti, prozkoumává vlastní možnosti. Hra v dítěti vytváří zájem a touhu poznávat a rozvíjet tak své kompetence, zlepšuje se jeho pozornost, fantazie, symbolické myšlení.
- Vzdělávací funkce - dítě rádo a často opakuje pro něj zajímavé podněty a pohyby, čímž se také současně učí novým věcem. Typickými projevy (ať už vědomými nebo nevědomými) předškolního dítěte jsou nápodoba a spontánní opakování.
- Citové funkce - dítě při hře prožívá mnoho emocí, a to jak pozitivních, tak negativních (např. agrese, frustrace), které různě prozkoumává, experimentuje s nimi a prověřuje je, stejně jako to dělá s vjemy vnějšího světa. Děti, které se při hře chovají agresivně, by měly být vychovatelem upozorněny – agresivní chování nelze akceptovat. Dítě se tak postupně učí své emoce a jejich projevy regulovat v sociálně žádoucím směru.
- Socializační a společenská funkce - ve hře se dítě učí spolupracovat s ostatními, řešit problémy, provádět rozhodnutí, vykonávat sebekontrolu a následovat pravidla. Učí se sociálním rolím a pomocí hry se učí rozumět společenským normám, hodnotám, vztahům i přijatelnému chování.

## Vývoj hry v životě dítěte
Jak dítě roste, začínají se uplatňovat všechny výše uvedené funkce. Hra však nabývá v různých obdobích života dítěte různé podoby. S tímto vědomím by měli k dítěti přistupovat také vychovatelé a přizpůsobovat obsah aktivit s ohledem na vývojové období dítěte, neboť ve chvíli, kdy pro dítě aktivita není příjemná a neužívá si ji, přestává pro něj být hrou a význam aktivity se tak ztrácí.

### Senzomotorická hra
V prvních osmnácti měsících dochází souběžně s rozvojem schopností dítěte také k růstu množství hravých aktivit, do kterých se dítě zapojuje. Do sedmi měsíců se dítě zaměřuje pouze na jeden předmět, se kterým různě manipuluje, třese s ním nebo s ním hází. Pokud má k dispozici více hraček/věcí, zaměří se pouze na jednu z nich a zbytek odhodí. S postupem času si začne hrát již se dvěma hračkami, se kterými nejdříve tluče o různé povrchy a následně o sebe navzájem. Následuje období, ve kterém věci různě urovnává a uspořádává. Během prvního roku a půl tedy dochází k hlavním změnám v koordinaci vnímání a pohybů dítěte – jedná se o senzomotorické období a hlavní náplní dítěte je tedy senzomotorická hra (tj. hra spočívající v manipulaci s předměty, exploraci a pohybování se v prostoru – kroutivé pohyby, spontánní procvičování a neustálé opakování pohybů).

### Symbolická hra
Od dvou let dále dochází i díky stimulaci různými podněty k rozvoji kognitivních schopností dítěte, čímž se hra dostává na další úroveň, dítě si uvědomuje stálost objektu, dochází k rozvoji symbolického myšlení a představ. Děti si hrají na něco jen „jako“, předstírají a vymýšlejí si. Toto hrové předstírání (symbolická hra) se objevuje nejčastěji mezi 18 měsíci a 7-8 roky. Jednotlivé hračky mohou v mysli dítěte zastupovat de facto cokoli (např. láhev s vodou na provázku představuje pejska na vodítku), později dítě dokonce pracuje s imaginárními představami (např. houpe v rukou imaginární miminko). Díky této hře, která je předlogické povahy, dítě experimentuje se svými emocemi, snaží se pomocí názorného znázornění porozumět záhadné události, osvěžuje si nejasné vzpomínky nebo mu fantazie pomáhá překonat nepříjemné stavy.

### Opakování a nápodoba
Mnoho her začíná tím, že dítě začne opakovat to, co se původně stalo čistě náhodně. Čím je starší, tím se množství her zvětšuje, neboť díky novým schopnostem je dítě schopno provádět rozmanité činnosti, na druhou stranu se ale množství zároveň omezuje kvůli omezenějšímu množství nových podnětů, které dítě dokážou zaujmout. Kromě opakování činností děti velmi rády imitují osoby, věci nebo činnosti, které v okolí vidí. V rámci symbolické hry pak velmi často napodobují povolání nebo činnosti rodičů – chtějí mít stejnou vařečku a stejnou mouku, jako má jejich maminka, nebo sešit a tužku jako jejich otec vyplňující křížovku (je jedno, že jejich čmáranice zdaleka není čitelná, důležitá je symboličnost a samotný akt nápodoby). Dítě se učí něčemu novému díky pozorování druhých a následné imitaci.

### Sociální hra
Důležitým poznatkem je vývoj hry ve smyslu hry sociální - dítě si zpočátku hraje samo (samostatná hra), následně vedle ostatních (paralelní hra) a nakonec s ostatními (sdružující a kooperativní hra).
- Samostatná hra - Až do období předškolního věku se jedná o hru samostatnou. Děti manipulují s hračkami, explorují nebo pozorují hru ostatních, aniž by se jí ale samy účastnily.
- Paralelní hra - Hra batolat je označována jako paralelní, kdy si děti sice hrají vedle sebe, avšak každé „na svém písečku“, stále jsou to samostatné jednotky, které zajímá jejich vlastní svět. Mají například problém porozumět tomu, když si od nich jiné dítě půjčí jejich hračku – myslí si, že to, co dají z ruky, zákonitě přestává být jejich.
- Sdružující a kooperativní hra - Starší batolata jsou schopna se účastnit sdružující hry s ostatními dětmi, pořád je ale pro ně primární jejich vlastní podíl. Teprve až děti v předškolním začínají být schopné s ostatními kooperovat. Dochází ke spolupráci a soupeření, vedení a podřízení se, řešení konfliktů a uzavíraní kompromisů s vrstevníky. Dítě od 8 let si velmi nerado hraje samo a společnost dalších dětí je pro něj zásadní (hračky přestávají mít takový význam jako doposud, namísto toho jsou mezi dětmi oblíbené všelijaké sportovní aktivity, ve kterých mohou skákat, běhat atd.). Součástí organizovaných her začínají být jednoduchá pravidla, které se děti navzájem učí dodržovat, vymezují si své role a cíle.

## Genderové rozdíly

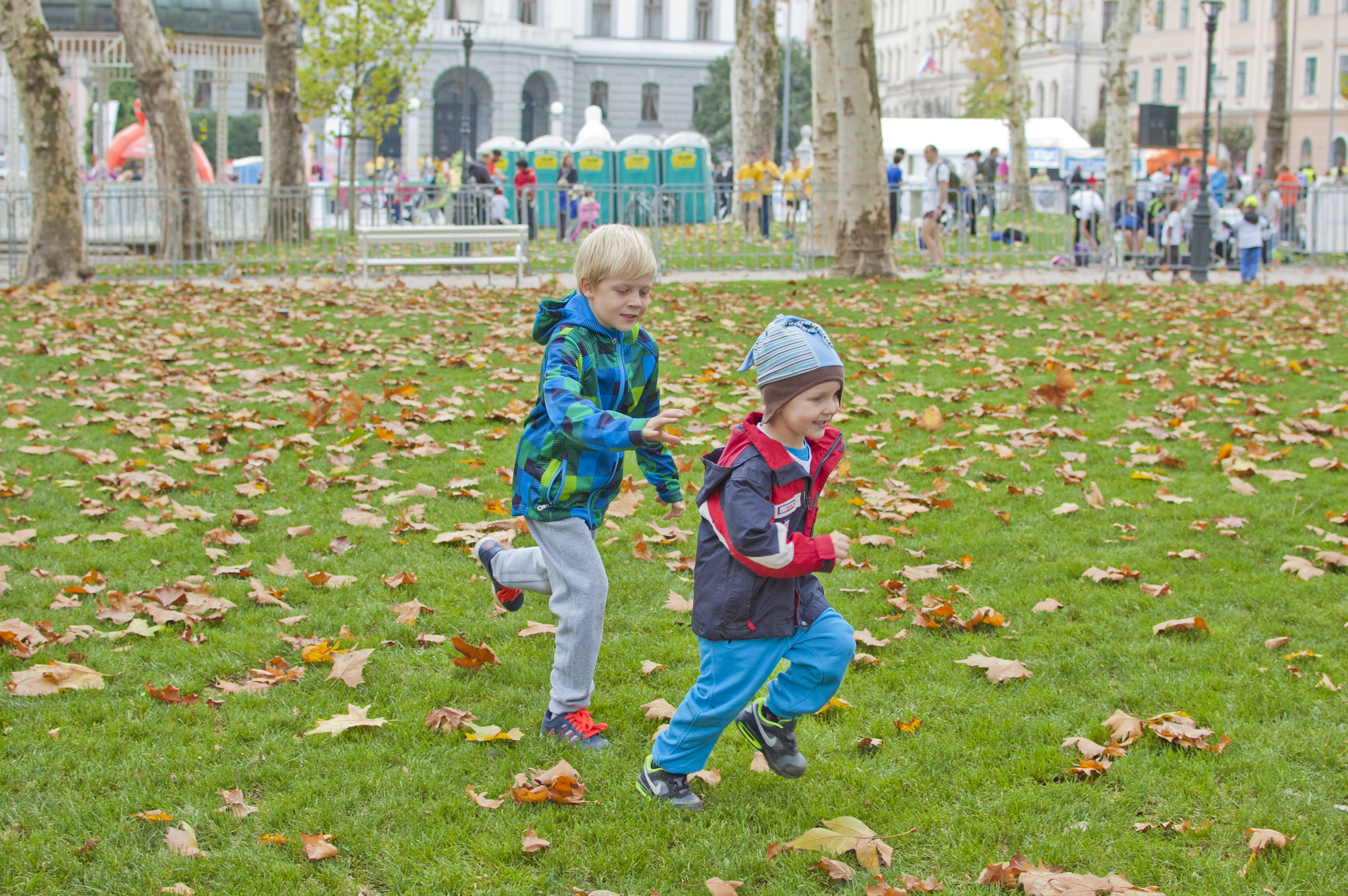

Velký vliv na rozdíly mezi hrou děvčat a chlapců má kultura a společnost, ve které děti žijí. V západoevropské kultuře se automaticky předpokládá, že si chlapci hrají s autíčky a vláčky - pokud si začnou hrát s panenkami, je to něco zvláštního, a to jak pro dospělé, tak vrstevníky. Chlapec ukládající panenky do postýlky bude brzy objektem posměchu od ostatních dětí. Sám navíc ani žádné takové hračky nedostává, dospělí již předem dávají aktivitám dítěte nějaký směr. Od děvčat je očekávána spíš klidná a mírná hra, jsou submisivnější a bázlivější, zatímco chlapci se chovají agresivněji, projevují větší fyzickou aktivitu a hrubší hru. Tyto projevy jsou společností tolerovány (a de facto považovány za správný vývoj). K přijetí mužské či ženské identity dochází v předškolním věku (dítě již ve 4 letech chápe, že je jeho pohlavní identita trvalým znakem a už se nezmění).
Chlapci si rádi hrají na honičky a angažují se ve hrách náročnějších na výdej fyzické energie, zápasí mezi sebou, soutěží, jsou hlučnější a energičtější. Holčičky si raději malují, hrají si „na domov“, starší děvčata si čtou, vzájemně se navštěvují.
Každopádně k určitým změnám v přesné vymezenosti na „mužské“ a „ženské“ dochází – například v typicky mužských sportech jako basketbal nebo fotbal se čím dál častěji úspěšně angažují také dívky. Rozdíly se postupně dále stírají.

## Společenské změny v dětské hře
Během 2. poloviny 20. století došlo v angloamerické kultuře k významnému úbytku tzv. volné hry, která je iniciována zájmem samotného dítěte, nikoli řízena a organizována představami rodiče/vychovatele. Tento trend se projevil také v mateřských školách, kde namísto volné hry dítěte jsou aktivity externě řízeny autoritami za účelem zvýšení „akademičnosti“. Už předškolní děti prochází výukou cizích jazyků a výuka obecně zabírá velkou část pobytu dítěte v předškolním zařízení. Cílem je, aby děti byly už od samého dětství vzdělávány a vedeny k rozvoji svých kompetencí, což je dosahováno skrze zmenšování množství volného času a pohybových aktivit. Namísto toho, aby byl dětem poskytnut prostor pro vlastní volné hraní a seberozvoj, jsou jim aktivity externě zadávány. Základní školy potlačují výuku výtvarné a tělesné výchovy na úkor čtení, psaní a počítání.

### Touha mít úspěšné dítě

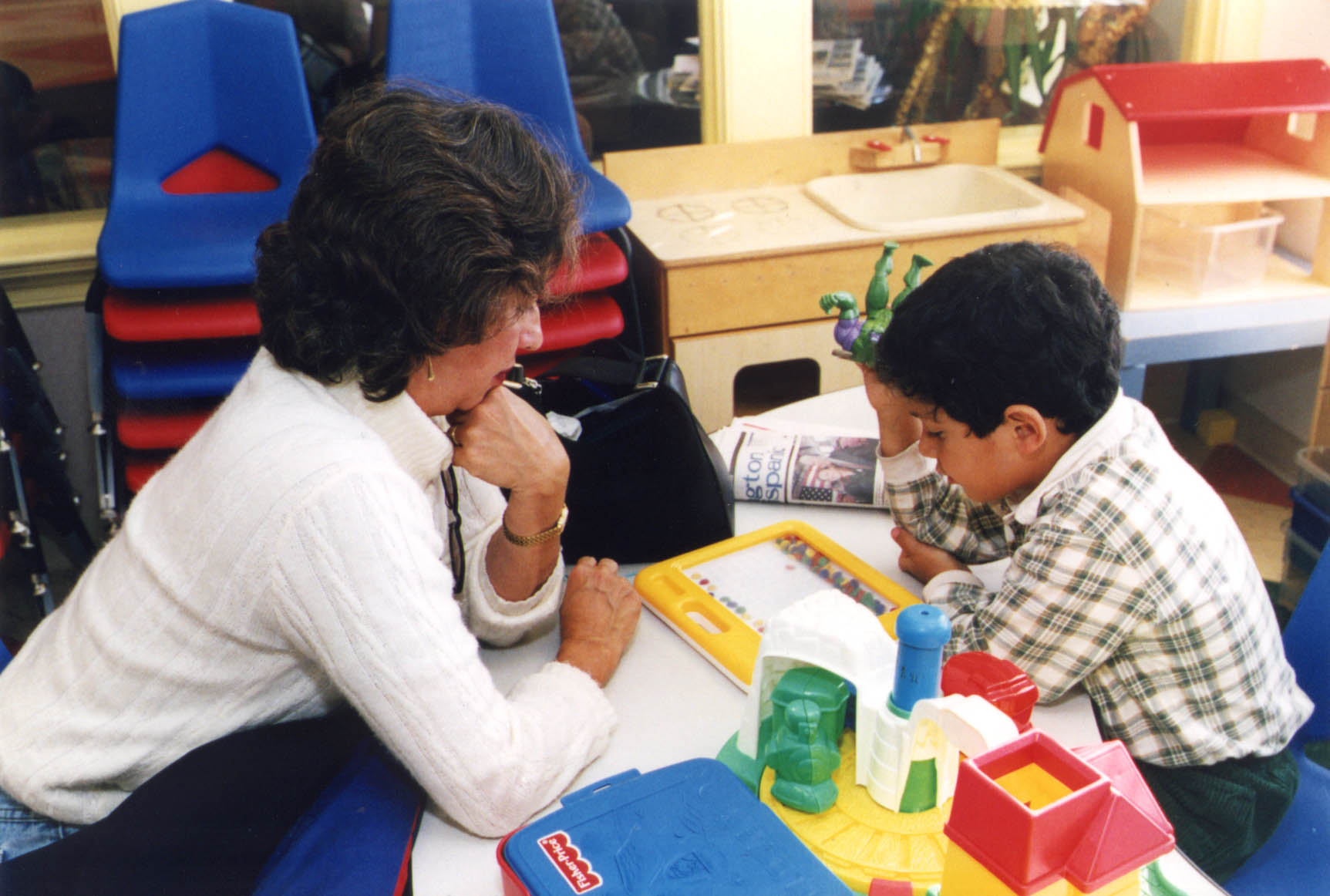

Tyto změny mohou mít negativní vliv na schopnost dítěte uchovat informace, neboť dětský mozek není přizpůsoben k tomu přijímat jednolité a obsáhlé množství informací bez dostatečné stimulace novými podněty a nemožnosti střídání rozmanitých aktivit. Některé děti jsou navíc poháněny k tomu, aby přijímaly role dospělých a připravovaly se na budoucnost už v nízkém věku, aniž by měly dostatečný prostor angažovat se ve volné explorační hře. Rodiče touží po tom, aby jejich dítě bylo úspěšné, a zajišťují jeho účast ve všemožných aktivitách. Již od raného dětství děti sledují vzdělávací programy v televizi i na počítačích, dostávají specializované knihy a speciální hračky, které mají zajistit jejich excelentní vývoj. Po škole navštěvují mnoho kroužků, které mají dále rozvíjet jejich talent a schopnosti. Jejich veškerý volný čas je naprogramován jejich rodiči, kteří s vidinou zajištění dokonalého vývoje svého dítěte nadměrně zatěžují jeho kapacitu.

### Strach o bezpečí dítěte
Kromě touhy rodiče po tom být tím nejlepším rodičem, se také projevuje mnohem silnější strach o dítě než v minulých stoletích. Výzkumy zjistily pokles nejen v samotné míře volné hry u dětí, ale také celkového množství času stráveného hraním si, snížením množství konverzace se členy rodiny a snížením času sledování televize. Oproti tomu výrazně vzrostlo množství času, které děti tráví ve škole a při vypracovávání domácích úkolů a přípravě do školy. Také výrazně vzrostlo množství času stráveného nakupováním s rodiči. Pokles volné hry u dětí je zjevný při samotném pohledu na veřejná prostranství – čím dál méně dětí se zdržuje se svými vrstevníky venku. Kromě vlivu času stráveného u počítače a hraním počítačových her se na tomto trendu projevují také postoje samotných rodičů, kteří své děti od hraní si venku odrazují nebo jim to přímo zakazují, a to z důvodu strachu o jejich bezpečnost. Přestože hra na počítači je pro děti velmi atraktivní, většina z nich v průzkumech uvedla, že hra s kamarády venku je aktivita, která jim přináší největší radost a tuto aktivitu výrazně preferují před sledováním televize nebo hraním si na počítačích.

### Psychopatologie
Všechny tyto změny se mohou podílet na rozšiřování psychopatologie mezi dětmi a adolescenty.
Pro některé děti může být uspěchaný styl života velmi stresující a může přispívat k rozvoji úzkostí a deprese. Zvyšující se tlak na úspěch dítěte může vést k tomu, že se dítě začne škole vyhýbat a začne mít somatické potíže. Mimo zvyšování úzkosti a depresí, perfekcionismu a pocitu bezmocnosti nad vlastním životem dochází také k růstu narcismu. Ve chvíli, kdy dítě již odmala tráví většinu času se samostatnými aktivitami, je pravděpodobné, že se začne zaměřovat samo na sebe, na své úspěchy a na svou jedinečnost. Neustálá na sebe zaměřená aktivita se může projevit v navýšení míry narcismu.
Je důležité najít rovnováhu mezi snahou dítě obohacovat novými informacemi a rozvíjet jeho schopnosti, a mezi poskytováním prostoru pro samovolnou vlastní hru dítěte, ve které si samo určí a vybere, jak využije svůj volný čas. Volná hra má pro dítě velký význam – pomáhá mu vytvářet vnitřní zájem (motivaci) a osobní cíle, dítě v ní uplatňuje svou fantazii, své schopnosti, svůj potenciál, hra mu pomáhá ve zpracování vlastních emocí, skrze hru se učí dělat rozhodnutí, řešit problémy. Má kontrolu nad vlastním životem a přizpůsobuje si fyzické i sociální prostředí, zároveň se učí se svými kamarády zacházet jako se sobě rovnými.